# Константин Баждеков (спортен деец)
 Тази статия е за българския спортен деец.  За дееца на БКП вижте Константин Баждеков (комунист).  
Константин Баждеков е изпълнителен директор по финансовите въпроси в ПФК Левски.
Роден на 24 юли 1955 г. Завършил е висше икономическо образование в УНСС. От 1979 г. работи в системата на СНС, РНС „Васил Левски“, като специалист и гл. специалист по бюджет и финансиране на благоустройствените дейности и като зам.-председател на Общински съвет „Оборище“. От 1989 г. е директор в частна фирма. От 1999 г. е изпълнителен директор на ПФК Левски АД. Член на УС на Фондация „Васил Левски“.
От 2020 г. е в управителния съвет на ПФК Левски, по време на управлението на Наско Сираков.